# Etting
Etting là một xã trong vùng Grand Est, thuộc tỉnh Moselle, quận Sarreguemines, tổng Rohrbach. Tọa độ địa lý của xã là 49° 01' vĩ độ bắc, 07° 10' kinh độ đông. Etting có điểm thấp nhất là 233 mét và điểm cao nhất là 357 mét. Xã có diện tích 7,06 km², dân số vào thời điểm 1999 là 778 người; mật độ dân số là 110 người/km².

## Thông tin nhân khẩu
| 1962 | 1968 | 1975 | 1982 | 1990 | 1999 |
| ---- | ---- | ---- | ---- | ---- | ---- |
| 760  | 775  | 810  | 811  | 788  | 778  |